# Chrysoglossum assamicum
Chrysoglossum assamicum är en orkidéart som beskrevs av Joseph Dalton Hooker. Chrysoglossum assamicum ingår i släktet Chrysoglossum och familjen orkidéer. Inga underarter finns listade i Catalogue of Life.